# Johnny Tillotson's Best
Johnny Tillotson's Best è una Compilation del cantante statunitense Johnny Tillotson, pubblicato dalla Cadence Records nel dicembre del 1961.

## Tracce

### LP (1961, Cadence Records, CLP 3052/CLP 25052)
Lato A (MO9P 5645)
1. Poetry in Motion – 2:14 (Paul Kaufman, Mike Anthony) – Registrato il 16 agosto 1960 al RCA Victor Studio di Nashville, TN
2. Dreamy Eyes – 2:19 (Johnny Tillotson) – Registrato (circa) luglio 1958 al RCA Victor Studio di Nashville, TN
3. Cutie Pie – 2:13 (Johnny Tillotson) – Registrato il 22 giugno 1961 al RCA Victor Studio di Nashville, TN
4. Earth Angel – 2:54 (Jesse Belvin, Curtis Williams, Gayne Hodge) – Registrato il 17 febbraio 1960 al Columbia Recording Studio di New York
5. True True Happiness – 2:32 (Hal Greene) – Registrato il 13 giugno 1959 al Belton Recording Corp. di New York
6. Much Beyond Compare – 2:40 (Johnny Tillotson) – Registrato il 9 agosto 1960 al RCA Victor Studio di Nashville, TN

Durata totale: 14:52
Lato B (MO9P 5646)
1. Without You – 2:06 (Johnny Tillotson) – Registrato il 22 giugno 1961 al RCA Victor Studio di Nashville, TN
2. Jimmy's Girl – 2:39 (Paul Vance, Lee Pockriss) – Registrato il 16 agosto 1960 al RCA Victor Studio di Nashville, TN
3. Princess Princess – 2:14 (Johnny Tillotson) – Registrato il 9 agosto 1960 al RCA Victor Studio di Nashville, TN
4. Pledging My Love – 2:31 (Don Robey, Ferdinand Washington) – Registrato il 17 febbraio 1960 al Columbia Recording Studio di New York
5. Why Do I Love You So – 2:03 (Clifford Rhodes) – Registrato nell'ottobre 1959 al Capitol Recording Studios di New York
6. (Little Sparrow) His True Love Said Goodbye – 2:32 (Johnny Tillotson) – Registrato il 9 agosto 1960 al RCA Victor Studio di Nashville, TN

Durata totale: 14:05

## Musicisti
Poetry in Motion e Jimmy's Girl
- Johnny Tillotson – voce
- (possibile) Floyd Cramer – pianoforte
- (possibile) Boots Randolph – sassofono
- Altri musicisti non accreditati
- Archie Bleyer – produzione

Dreamy Eyes
- Johnny Tillotson – voce
- (probabile) Ray Edenton – chitarra
- (possibile) Hank Garland – chitarra
- (probabile) Buddy Harman – batteria
- (probabile) Floyd Cramer – pianoforte
- (probabile) The Jordanaires (gruppo vocale) – cori
- Altri musicisti non accreditati
- Archie Bleyer – produzione

Cutie Pie e Without You
- Johnny Tillotson – voce
- Ray Edenton o Harold Ray Bradley – chitarra
- Altri musicisti non accreditati
- Archie Bleyer – produzione

Earth Angel e Pledging My Love
- Johnny Tillotson – voce
- Altri musicisti non accreditati
- Archie Bleyer – produzione

True True Happiness
- Johnny Tillotson – voce
- Mickey Baker – chitarra
- The Chordettes (gruppo vocale) – cori (possibile sovraincisione)
- Altri musicisti non accreditati
- (possibile) Archie Bleyer – produzione

Much Beyond Compare / Princess Princess / (Little Sparrow) His True Love Said Goodbye
- Johnny Tillotson – voce
- (probabile) Ray Edenton – chitarra
- (possibile) Hank Garland – chitarra
- (possibile) Bob Moore – contrabbasso
- (possibile) Buddy Harman – batteria
- (possibile) Floyd Cramer – pianoforte
- The Anita Kerr Singers (gruppo vocale) – cori
- Archie Bleyer – produzione

Why Do I Love You So
- Johnny Tillotson – voce
- Altri musicisti non accreditati
- (probabile) Archie Bleyer – produzione[3]

## Classifica
Album
| Anno | Classifica | Posizione raggiunta |
| ---- | ---------- | ------------------- |
| 1962 | TOP LP's   | 120                 |

Singoli
| Anno | Titolo del brano | Classifica | Posizione raggiunta |
| ---- | ---------------- | ---------- | ------------------- |
| 1961 | Without You      | Hot 100    | 7                   |
| 1961 | Dreamy Eyes      | Hot 100    | 35                  |